# Cylicocarpus lapponicus
Cylicocarpus lapponicus là một loài rêu trong họ Orthotrichaceae. Loài này được (Hedw.) Lindb. mô tả khoa học đầu tiên năm 1863.